# Référendums au Costa Rica

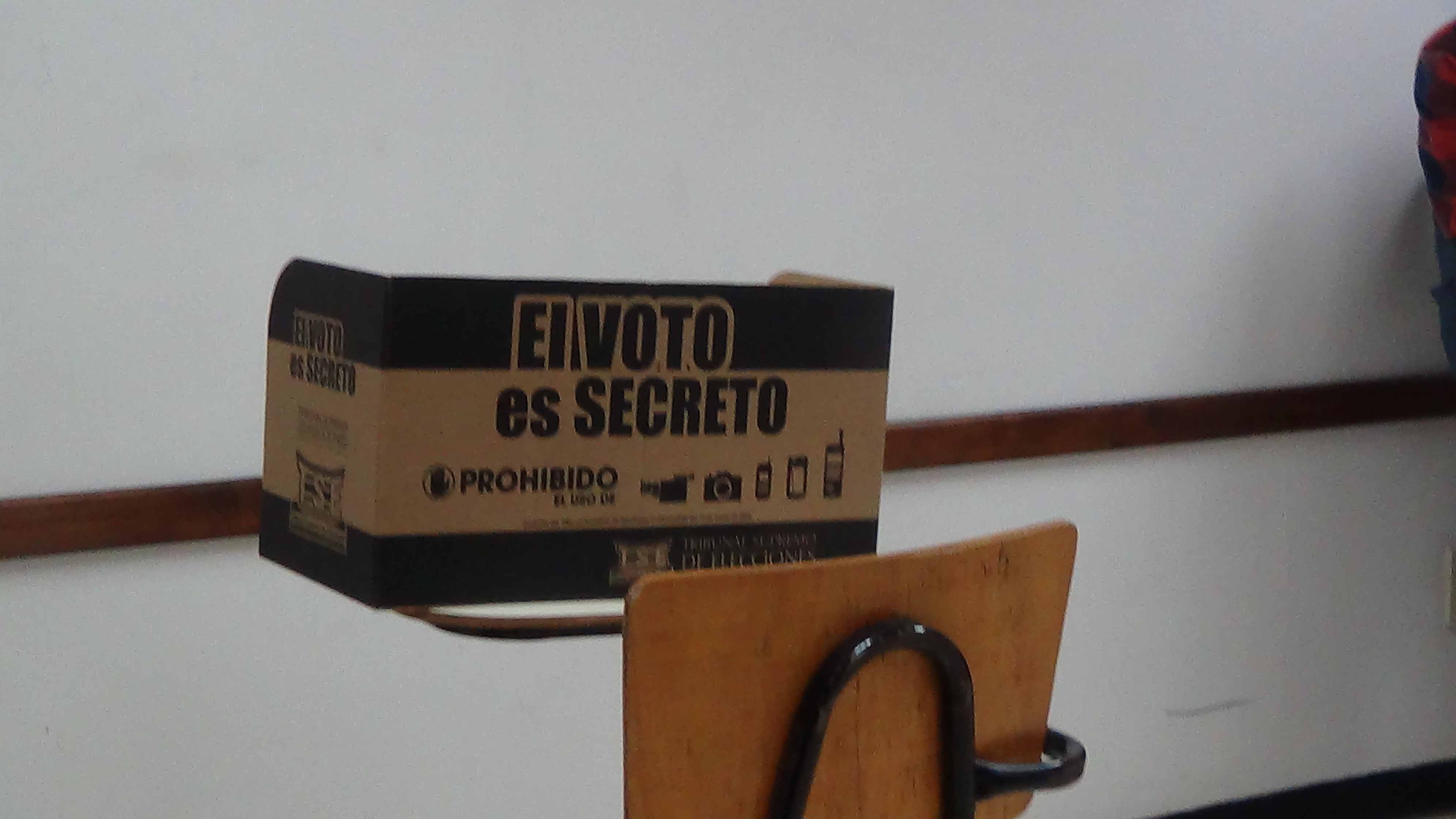
Les référendums au Costa Rica sont des processus électoraux.

Les référendums législatif, abrogatif et constitutionnel sont possibles au Costa Rica à l'initiative de la population, du parlement ou du président, la constitution costaricienne offrant un cadre légal à cette forme de démocratie directe.

## Fondements
L'article 105 de la constitution de 1949 établit que le pouvoir législatif appartient au peuple, qui le délègue à l'assemblée législative par le biais du suffrage, ou l'exerce directement par référendums. Ces derniers peuvent avoir pour but d'approuver une loi, d'en abroger une existante, ou de modifier la constitution,.

## Organisation
Les référendums peuvent être initiés par :
- Le vote d'au moins deux tiers du total des membres de l'assemblée
- Le président, suivi d'un vote à la majorité absolue du total des membres de l'assemblée
- Une initiative populaire ayant réuni dans un délai de neuf mois les signatures d'au moins 5 % des électeurs inscrits sur les listes électorales.

En accord avec l'article 102 de la constitution, les propositions de référendum d'origine populaire doivent être soumises au Tribunal suprême des élections (TSE). Celui-ci organise et supervise l'ensemble du processus, établit le décompte des signatures et des voix, et en déclare le résultat.
Un comité de citoyens peut demander au TSE l'autorisation d'effectuer une collecte de signatures en faveur d'un référendum populaire en soumettant le texte de leur projet de loi ou d'amendement accompagné d'une argumentation ainsi que le nombre et l'identité de ses membres. Si le TSE confirme la constitutionnalité du projet dans un délai de huit jours, ils disposent alors de neuf mois pour récolter les 400 000 signatures d'électeurs. Il leur est cependant possible de demander au TSE une prolongation d'un mois, à sa discrétion. Le tribunal suprême détermine par ailleurs les lieux de collecte, en accord avec les mairies et établissements scolaires des municipalités, si ces dernières le jugent opportun.
En 2018, un total de 3 322 329 électeurs étaient inscrits sur les listes électorales, le seuil de signatures équivalant alors à un peu plus de 165 000 électeurs. En pratique, le nombre de signatures à collecter est cependant plus élevé pour pallier le nombre variable de signatures invalides ou en double.

## Restrictions
La constitution limite le nombre de référendums à un par an, et en interdit la tenue dans les six mois précédant et suivant une élection présidentielle.
Les référendums législatifs d'origine populaire ne sont en outre pas autorisés sur les sujets relatifs au budget, à la fiscalité, aux questions monétaires, aux pensions de retraites et aux contrats publics.

## Conditions de validité
Le référendum est légalement contraignant. Il n'est cependant considéré comme valide qu'à la condition de recueillir la majorité absolue des suffrages exprimés en faveur de la loi, ainsi qu'un quorum de participation fixé à 30 % pour les lois ordinaires, et 40 % pour les modifications de la constitution.